# Калабро, Томас
Томас Калабро (англ. Thomas Calabro; р. 3 февраля 1959 года, Бруклин, штат Нью-Йорк, США) — американский актёр. Наиболее известен ролью доктора Майкла Манчини в телесериале «Мелроуз Плейс». Он был единственным актёром сериала, который играл с начала показа в 1992 году и до его окончания в 1999 году. Калабро также был режиссёром нескольких эпизодов телесериала.

## Биография

### Детство и юность
Томас Калабро родился в Бруклине, Нью-Йорк.

### Карьера
После окончания школы Калабро поступил в Фордемский университет в Нью-Йорке. Именно там он получил уникальный шанс стать актёром: его сокурсник Дензел Вашингтон отказался от роли в студенческом спектакле «Сон в летнюю ночь» по пьесе Вильяма Шекспира, и Томасу досталась роль Оберона. В его актёрской биографии также есть известный телевизионный фильм «Убийство в женском клубе».
Томас Калабро является членом двух театральных компаний — Актёрская студия Нью-Йорка и Circle Repertory Lab.

### Личная жизнь
10 апреля 1993 года Томас Калабро женился на Элизабет Прайор. У них трое детей. В 2005 году они развелись.

## Фильмография

### Телесериалы
- 1989 — Уличные мечты / Dream Street — Джоуи Колтрера
- 1990 — Тайны отца Даулинга / Father Dowling Mysteries — Шон Макаллистер
- 1990 — Закон и порядок / Law & Order — Нед Лумис
- 1992 — Мелроуз Плейс / Melrose Place — доктор Майкл Манчини
- 1995 — Правосудие Бёрка / Burke’s Law — Ник Блэквуд
- 1996 — Нед и Стейси / Ned and Stacey — Дон Морелли
- 1997 — Безумное телевидение / MADtv — ведущий
- 2001 — Прикосновение ангела / Touched by an Angel — Бен Мейсон
- 2005 — Части тела / Nip/Tuck — доктор Эйбрамс
- 2006 — Детектив Раш / Cold Case — Ада Уильям Дэннер
- 2008 — Университет / Greek — сенатор Кен Логан
- 2009 — Без следа / Without a Trace — Кен Гилрой
- 2009 — Мелроуз Плейс / Melrose Place — доктор Майкл Манчини
- 2010 — C.S.I.: Место преступления Нью-Йорк / CSI: NY — Чарльз Хэррис
- 2010 — Whacked — Энджело
- 2011 — Касл / Castle — Скотт Доннер
- 2011 — Морская полиция: Спецотдел / NCIS: Naval Criminal Investigative Service — Лен Фини
- 2012 — Хор / Glee — мистер Пакерман

### Художественные фильмы
- 1984 — Мститель 2 / Exterminator 2 — Ларри
- 1997 — Люди мафии / Made Men — Ники «Шуз» Пьяцца
- 2001 — Лицом к лицу / Face to Face — Филли
- 2007 — Cake: A Wedding Story — Бернард
- 2008 — Пароль смерти / Safehouse — Чарльз Йорк
- 2008 — Каменный дождь / Fall of Hyperion — Джон Брайтон
- 2009 — Locker 13 — Харви
- 2009 — Урок выживания / Detention — тренер Эл
- 2010 — Элли: История современной золушки / Elle: A Modern Cinderella Tale — дядя Аллен

### Телевизионные фильмы
- 1985 — Out of the Darkness — племянник Зиго
- 1988 — Убийство в женском клубе / Ladykillers — Кэвано
- 1991 — Крёстная мать 2 / Vendetta: Secrets of a Mafia Bride — Nearco
- 1992 — Коломбо: Некогда умереть / Columbo: No Time to Die — детектив Энди Парма
- 1995 — Sleep, Baby, Sleep — детектив Мартинсон
- 1995 — Украденная невинность / Stolen Innocence — Ричард Браун
- 1997 — Л. А. Джонс / L.A. Johns — Дэвид Эйбрамс
- 2000 — Ледяной ангел / Ice Angel — Рей
- 2000 — Самая лучшая актриса / Best Actress — Тед Гэвин
- 2000 — Нашествие тараканов / They Nest — доктор Бен Кахилл
- 2001 — Месть блондинки / Hard Knox — Стив Хардман
- 2004 — Одинокий Санта желает познакомиться с миссис Клаус / Single Santa Seeks Mrs. Claus — Эндрю
- 2004 — Её идеальный муж / The Perfect Husband — Мэтт Томпсон
- 2007 — Пока ложь не разлучит нас / ’Til Lies Do Us Part — Трей Митчелл
- 2007 — Ледяные пауки / Ice Spiders — капитан Бейкер

### Видеофильмы
- 2007 — Холод / Chill — Сэм

### Режиссёр
- 1995 — Мелроуз Плейс / Melrose Place

### Продюсер
- 2000 — Falling Rue (исполнительный продюсер)